# Bolesław Gallus
Bolesław Gallus (ur. 17 maja 1891 w Jelonku, zm. 2 lutego 1962) – porucznik pilot Wojska Polskiego, żołnierz armii cesarstwa niemieckiego w czasie I wojny światowej, uczestnik powstania wielkopolskiego i wojny z bolszewikami, kawaler Orderu Virtuti Militari.

## Życiorys
Syn Franciszka i Leokadii z Domagalskich. Po ukończeniu szkoły powszechnej 12 października 1911 roku został wcielony do armii cesarstwa niemieckiego. Otrzymał przydział do jednostek artylerii i służył w 4, 5 oraz 7 pułku artylerii ciężkiej. W maju 1918 roku został skierowany na szkolenie do szkoły lotniczej w Poznaniu, które ukończył w październiku.
Po zwolnieniu z armii cesarskiej walczył w szeregach powstańców wielkopolskich. Wziął czynny udział w rozbrojeniu pruskiego garnizonu w Gnieźnie. W grupie gnieźnieńskich powstańców walczył pod Zdziechową . 21 stycznia 1919 roku został przydzielony do 1 wielkopolskiej eskadry polnej organizowanej przez Wiktora Pniewskiego . 6 października 1919 roku ukończył Szkołę Pilotów w Ławicy i wrócił do 1 wielkopolskiej eskadry polnej na stanowisko pilota.

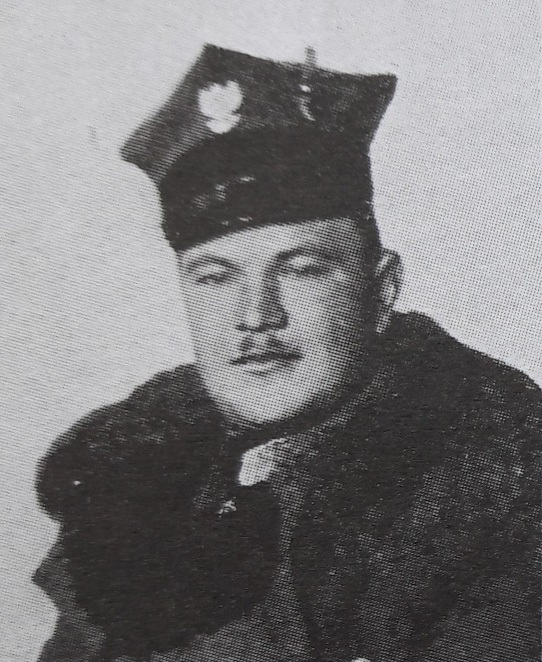
Boleslaw Gallus sierż. pilot (1920)

Pod koniec października 1919 roku wziął udział w pierwszym bojowym locie nocnym 1 wielkopolskiej eskadry wywiadowczej, podczas którego przeprowadzono rozpoznanie miejsc postoju oddziałów nieprzyjaciela i zbombardowano dworzec kolejowy w Rohaczewie. 19 lutego 1920 roku, podczas lotu próbnego, rozbił samolot LVG C.V, ale z katastrofy wyszedł  bez większych obrażeń. 10 maja brał udział w nieudanym ataku na bolszewickie lotnisko w Pirjawiczach. 17 i 18 sierpnia wyróżnił się podczas ataków z niskiej wysokości na oddziały Armii Czerwonej w rejonie Działdowa. W trakcie trwania wojny polsko-bolszewickiej wykonał ponad 100 lotów bojowych, większość z nich w załodze z obserwatorem Maksymilianem Kowalewskim.
W grudniu 1922 roku ukończył szkolenie w Szkole Pilotów w Bydgoszczy i został przeniesiony do 1 pułku lotniczego. Służył w Oficerskiej Szkole Obserwatorów Lotniczych a następnie w Szkole Obserwatorów i Strzelców Lotniczych. Po jej likwidacji, w 1924 roku, otrzymał przydział do 4 pułku lotniczego w Toruniu na stanowisko komendanta portu. W 1925 roku został mianowany dowódcą eskadry treningowej. W tym roku wziął też udział w zawodach lotniczych o nazwie I Pomorski Lot Okrężny. 15 maja 1928 roku objął stanowisko oficera technicznego Lotniczej Szkoły Bombardowania i Strzelania w Grudziądzu. Następnie został oddany do dyspozycji dowódcy Okręgu Korpusu Nr VIII, a z dniem 30 listopada 1930 roku przeniesiony w stan spoczynku.
Po zakończeniu II wojny światowej wrócił do Torunia. W lipcu 1945 ukończył Centralny Kurs Przeszkolenia Instruktorów Szybowcowych w Bydgoszczy i został kierownikiem Szkoły Szybowcowej w Rzadkowie . Należał do grona lotników, którzy reaktywowali działalność Aeroklubu Pomorskiego, pracował tam jako instruktor. Zmarł 2 lutego 1962 roku.

## Ordery i odznaczenia
Za swą służbę otrzymał odznaczenia:
- Krzyż Srebrny Orderu Wojskowego Virtuti Militari nr 8074 – 27 lipca 1922[18],
- Krzyż Walecznych[19],
- Polowa Odznaka Pilota nr 57 – 11 listopada 1928 roku „za loty bojowe nad nieprzyjacielem w czasie wojny 1918–1920”[20][19],
- Medal Pamiątkowy za Wojnę 1918–1921,
- Medal Dziesięciolecia Odzyskanej Niepodległości.
- Wielkopolski Krzyż Powstańczy – 10 listopada 1958[3]